# El Porvenir, Francisco I. Madero (Coahuila)
El Porvenir är en ort i Mexiko.   Den ligger i kommunen Francisco I. Madero och delstaten Coahuila, i den centrala delen av landet, 800 km nordväst om huvudstaden Mexico City. El Porvenir ligger 1 111 meter över havet och antalet invånare är 1 672.
Terrängen runt El Porvenir är mycket platt. Runt El Porvenir är det glesbefolkat, med 17 invånare per kvadratkilometer. Närmaste större samhälle är Coyote, 9,7 km söder om El Porvenir. Trakten runt El Porvenir består till största delen av jordbruksmark.